# Fakti.bg
Fakti.bg е български новинарски сайт, част от Резон Медия Груп.
Редакцията се намира в София, България. Главен редактор е Милен Ганев.

## История
Новинарският сайт Fakti.bg е основан на 10 ноември 2011 г. в България.
Порталът информира за новини в България и по света. Сайтът има раздели, свързани с бизнес новини, криминални новини, технологични новини, спорт, култура, здраве и др.
От 22 октомври 2021 г. редакцията на ФАКТИ носи името на Камило Дзуколи, посланик на Суверенния Малтийски орден в България.
През 2021 г. главният редактор Милен Ганев представи книгата си „Сичко Коз“ под формата на лични мисли за обществото и хората, базирана на 30-годишния му опит като журналист.

## Раздели
Освен споменатите раздели, новинарският сайт fakti.bg като част от Резон Медия Груп интегрира самостоятелните нишови уебсайтове на Резон.

### Mobile.bg
Медията Резон разполага със собствен портал за продажба и закупуване на автомобили Mobile.bg, основан през 2002 г., към който има връзки в сайта Fakti.bg. Mobile.bg е най-големият сайт за автомобили в България.

### Imot.bg
Imot.bg е дъщерно дружество на Резон Груп и също така е свързано в интерфейса и съдържанието на Fakti.bg. Това е най-големият сайт за недвижими имоти в България.

### Bazar.bg
Bazar.bg е вторият по големина сайт за обяви в България, който също е свързан с Fakti.bg чрез линкове от статии.